# Соларо (Ђенова)
Соларо је насеље у Италији у округу Ђенова, региону Лигурија.
Према процени из 2011. у насељу је живело 58 становника. Насеље се налази на надморској висини од 114 м.